# MechWarrior: Tactical Command
MechWarrior: Tactical Command è un videogioco per piattaforma iOS, distribuito attraverso l'App Store a partire dal settembre del 2012. Il gioco è stato pubblicato e sviluppato da Personae Studios, di Singapore.
Si tratta di uno strategico in tempo reale, con una visuale a telecamera libera, in cui si è al comando di un'unità di mech, ed è ispirato al videogioco MechCommander e al gioco da tavolo BattleTech, dell'editore FASA.

## Trama
L'ambientazione generale è quella di BattleTech, dove l'umanità ha colonizzato una larga porzione di Via Lattea, poi suddivisa in Stati interstellari controllati da dinastie nobiliari guerrafondaie. In conseguenza di ciò, la galassia è divenuta teatro di ostilità interminabili. I mech detti BattleMech, macchine imponenti e avanzate, in genere antropomorfe, condotte da un'élite di piloti chiamati MechWarrior, sono determinanti sui campi di battaglia.
Sul pianeta Winfield, dopo una prima breve campagna condotta contro forze d'invasione Kurita della Lega Draconis (guidate dal colonnello Tsuko Omata), il Reggimento Winfield, in forza alla Casata degli Steiner e al comando del generale Davis Winfield (sovrano di quel mondo), si vede impiegato ad operare sulla superficie dello stesso Winfield, per poi agire per la difesa del pianeta ghiacciato Butler e del desertico Twycross (tutti appartenenti al Commonwealth Federativo), contro l'assalto del 5° Sciame da Battaglia del Clan Jade Falcon, nel corso del primo anno di guerra contro i Clan.

## Modalità di gioco
(Motto del gioco.)
In MechWarrior: Tactical Command, si dirigono le operazioni di un'unità militare composta da un massimo di quattro mech, per 21 missioni e tre diversi livelli di difficoltà (Normal, Casual, Hard), da svolgersi su tre mondi. I giocatori possono aggiornare e personalizzare ogni mech spendendo i crediti della valuta virtuale "C-Bills", assegnati al completamento di ciascuna operazione.
I modelli di BattleMech presenti in MechWarrior: Tactical Command sono circa 30, appartenenti a quattro categorie di stazza. Un particolare tipo di mech è rappresentato dai "ForestryMech", robot industriali progettati per compiti civili, tuttavia in taluni casi usati per fronteggiare emergenze belliche.
Le categorie di armi impiegabili, a eccezione delle armi bianche, liberano quantità di calore deleterio per il regolare funzionamento del mech; oltrepassata una certa soglia di sicurezza, si innesca infatti, l'auto-spegnimento del BattleMech, lasciandolo temporaneamente alla mercé degli avversari.
Nelle partite, è possibile selezionare (con alcune limitazioni temporali e solo per talune missioni) tre peculiari tipi d'aiuto strategico:
- "Spy Drone", dove un drone spia fornisce copertura radar ad ampio raggio, per un tempo specifico;
- "Barrage", ovvero un attacco d'artiglieria che infligge danni ai bersagli compresi nel raggio dell'attacco medesimo;
- "Bomb Run", un bombardamento aereo eseguito con ordigni incendiari, ove qualsiasi mech che si trovi nell'area colpita, tenderà a surriscaldarsi fino al temporaneo spegnimento.

Nel corso della missione, i mech danneggiati possono ricorrere alle strutture "Repair Bay" disposte sul campo, per recuperare l'integrità della corazza (ad eccezione delle parti completamente distrutte) e per rifornirsi di munizionamento.
Prima delle missioni, nell'hangar chiamato "Mech Lab", la personalizzare dei mech avviene con la selezione di armi ed equipaggiamento, in base ai limiti dettati dagli "Hard Points", i punti di fissaggio dei quali dispongono i mech per il carico (mentre non si tiene conto del tonnellaggio, a differenza di altri titoli della serie MechWarrior).

## Motore grafico
Il motore grafico impiegato nel gioco è il Big Egg Engine, creato ad hoc esclusivamente per piattaforma iOS dallo sviluppatore Personae Studios, proprio per MechWarrior: Tactical Command.